# Watch Out!
Watch Out! — второй студийный альбом канадской пост-хардкор-группы Alexisonfire. Релиз состоялся 29 июня 2004 года. В апреле 2007 года альбом получил статус платинового в Канаде.

## Об альбоме
Обложка альбома нарисована Джастином Вайнстэнли — татуировщиком. Именно ему принадлежит большая часть татуировок Далласа Грина.

## Список композиций
Музыка и тексты всех песен написаны группой «Alexisonfire».
1. «Accidents» — 4:09
2. «Control» — 3:43
3. «It Was Fear of Myself That Made Me Odd» — 3:55
4. «Side Walk When She Walks» — 4:22
5. «Hey, It's Your Funeral Mama» — 4:22
6. «No Transitory» — 3:16
7. «Sharks and Danger» — 4:39
8. «That Girl Possessed» — 3:26
9. «White Devil» — 3:35
10. «Get Fighted» — 3:05
11. «Happiness By the Kilowatt» — 5:12
12. «Sharks and Danger (Extended Version)» (японское издание)

## Участники записи
- Джордж Петит — вокал
- Вэйд МакНейл — гитара, вокал
- Крис Стил — бас-гитара
- Даллас Грин — гитара, вокал
- Джесси Ингелевикс — ударные
- Джуйс Бати — продюсер
- Брет Зилаи — сведение
- Джастин Вайнстэнли — художественное оформление

## Видеоклипы
- «Accidents»
- «No Transitory»
- «Hey, It’s Your Funeral Mama»